# Krzesiwo

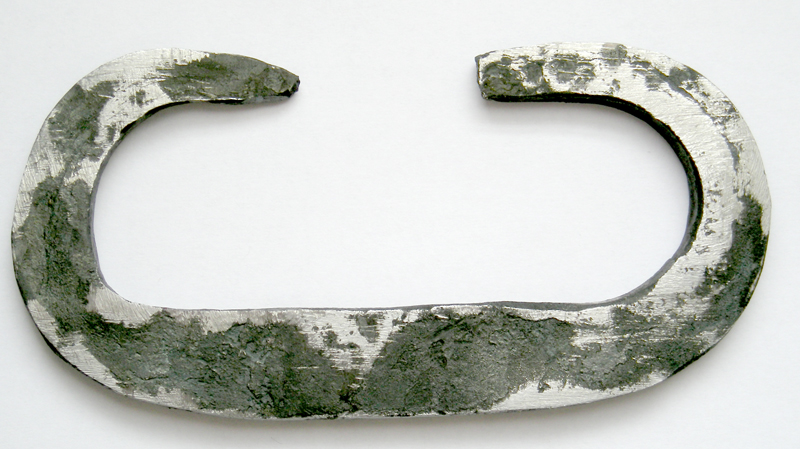
Krzesiwo współczesne – stylizowane na wczesnośredniowieczne krzesiwo kabłąkowe

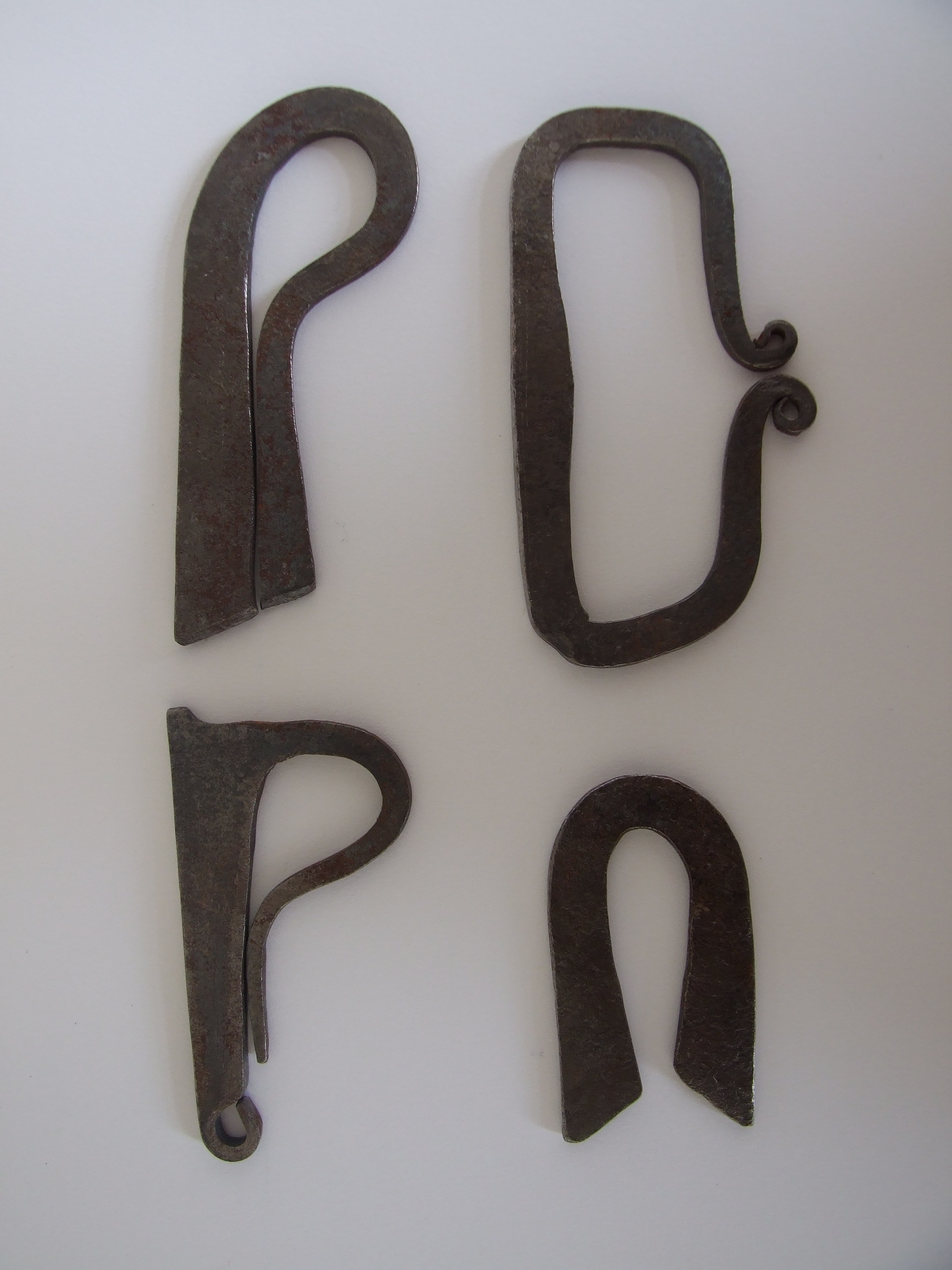
Krzesiwa

Krzesiwo – historycznie, narzędzie do krzesania ognia powszechnie stosowane przed wynalezieniem zapałek. 
Krzesiwa były wykuwane z wysoko nawęglonej (bardzo twardej) stali, miały grubość ok. 0,5 cm, długość 4 – 15 cm i były przeważnie łukowato wygięte. Krzesiwem uderzano o krzesak (czyli tzw. skałkę) w taki sposób, aby powstające przy tym iskry padały na kawałeczek hubki, która ulegała zapłonowi; wtedy dorzucano do niej materiał łatwopalny, np. drewno i węgiel. Z danych etnograficznych wiadomo, że przybory służące do krzesania ognia noszono w woreczkach, najczęściej w okolicy pasa biodrowego.
Obecnie krzesiwami są też np. elementy zapewniające wytworzenie iskry w zapalniczkach, na które składają się ryflowane, hartowane, stalowe kółka, którymi pociera się kamienie do zapalniczek, czy też elementy (wykonane z materiałów o podobnych właściwościach jak te stosowane w kamieniach do zapalniczki) służące do ręcznego krzesania ognia poprzez pocieranie kawałkiem twardej stali czy kamieniem w  warunkach polowych (rozpalanie ognia bez użycia zapałek czy zapalniczki, stosowane w survivalu).

## Typy krzesiw występujące na terenie Polski
Na terenie Polski spotyka się cztery główne typy krzesiw: iglicowe, sztabkowate, ogniwkowe i dwukabłąkowe. Krzesiwa typu sztabkowatego (zwane także trapezowatymi lub „krzesiwami polskimi”) i iglicowego (które w świetle przeprowadzonych badań są najprawdopodobniej importami z terenów Skandynawii) nie występują lub nie są charakterystyczne w materiale zabytkowym znalezionym na terenie Polski we wczesnym średniowieczu. Są one typowe dla okresów wcześniejszych, tj. dla okresu wpływów rzymskich (m.in. kultura przeworska).

## Chronologia i pochodzenie krzesiw wczesnośredniowiecznych
Krzesiwa wczesnośredniowieczne znajdowane na terenach Polski zawierają się w okresie od wiek X do wiek XIV w. Analogiczne zabytki spotykane są na terenie wszystkich sąsiadujących państw. Najstarsze, pewne znaleziska krzesiw tego typu znane są z terenów Danii. Jednym ze stanowisk, gdzie znaleziono krzesiwa tego typu, jest Birka. Upadek tego stanowiska datowany jest na schyłek X wieku. Może to sugerować, iż zabytki te mają swoją genezę na terenach skandynawskich.
Skłaniać może do tego fakt, iż B. A. Kolčin, badający stanowisko na terenie Nowogrodu, z analogicznymi do znalezionych w Polsce krzesiwami ogniwkowymi (znaleziono tam 76 sztuk), najwcześniejsze z nich datuje na sam początek XIII wieku, a najnowsze na wiek XV. Krzesiwa dwukabłąkowe datuje się jako trochę wcześniejsze niż ogniwkowe. Wynika z tego, iż krzesiwa na terenie Nowogrodu pojawiły się zdecydowanie później niż na terenie Polski.